# Copa de baloncesto de Italia 2020
La 52ª edición de la Copa de baloncesto de Italia (en italiano Coppa Italia y por motivos de patrocinio 2020 Zurich Connect Final Eight) se celebró en Pesaro del 13 al 16 de febrero de 2020. El campeón fue el Umana Reyer Venezia, que lograba su primer título.

## Clasificación
Lograban la clasificación para disputar la Coppa Italia los ocho primeros clasificados de la Lega al final de la primera vuelta de la competición.
| Pos. | Equipo                    | PJ | G  | P | PF   | PC   | DP   | Pts | Clasificación                      |
| ---- | ------------------------- | -- | -- | - | ---- | ---- | ---- | --- | ---------------------------------- |
| 1    | Segafredo Virtus Bologna  | 16 | 14 | 2 | 1343 | 1212 | +131 | 30  | Clasificados como cabezas de serie |
| 2    | Banco di Sardegna Sassari | 16 | 13 | 3 | 1334 | 1164 | +170 | 29  | Clasificados como cabezas de serie |
| 3    | Germani Basket Brescia    | 16 | 11 | 5 | 1328 | 1178 | +150 | 27  | Clasificados como cabezas de serie |
| 4    | AX Armani Exchange Milano | 16 | 10 | 6 | 1285 | 1195 | +90  | 26  | Clasificados como cabezas de serie |
| 5    | Vanoli Cremona            | 16 | 9  | 7 | 1261 | 1271 | −10  | 25  | Clasificados no cabezas de serie   |
| 6    | Pompea Fortitudo Bologna  | 16 | 9  | 7 | 1237 | 1264 | −27  | 25  | Clasificados no cabezas de serie   |
| 7    | Happy Casa Brindisi       | 16 | 9  | 7 | 1332 | 1287 | +45  | 25  | Clasificados no cabezas de serie   |
| 8    | Umana Reyer Venezia       | 16 | 8  | 8 | 1250 | 1203 | +47  | 24  | Clasificados no cabezas de serie   |

 Fuente: LBA

## Cuadro final
|  | Cuartos de final         | Cuartos de final          | Cuartos de final         |                           |    | Semifinales           | Semifinales           | Semifinales           |  |   | Final                 | Final                 | Final                 |  |
|  | 13-14 de febrero de 2020 | 13-14 de febrero de 2020  | 13-14 de febrero de 2020 |                           |    | 15 de febrero de 2020 | 15 de febrero de 2020 | 15 de febrero de 2020 |  |   | 16 de febrero de 2020 | 16 de febrero de 2020 | 16 de febrero de 2020 |  |
|  |                          |                           |                          |                           |    |                       |                       |                       |  |   |                       |                       |                       |  |
|  |                          |                           |                          |                           |    |                       |                       |                       |  |   |                       |                       |                       |  |
|  | 1                        | Segafredo Virtus Bologna  | 81                       |                           |    |                       |                       |                       |  |   |                       |                       |                       |  |
|  | 1                        | Segafredo Virtus Bologna  | 81                       |                           |    |                       |                       |                       |  |   |                       |                       |                       |  |
|  | 8                        | Umana Reyer Venezia       | 82                       |                           |    |                       |                       |                       |  |   |                       |                       |                       |  |
|  | 8                        | Umana Reyer Venezia       | 82                       |                           | 8  | Umana Reyer Venezia   | 67                    |                       |  |   |                       |                       |                       |  |
|  |                          |                           |                          |                           | 8  | Umana Reyer Venezia   | 67                    |                       |  |   |                       |                       |                       |  |
|  |                          |                           | 4                        | AX Armani Exchange Milano | 63 |                       |                       |                       |  |   |                       |                       |                       |  |
|  | 4                        | AX Armani Exchange Milano | 4                        | AX Armani Exchange Milano | 63 | 86                    |                       |                       |  |   |                       |                       |                       |  |
|  | 4                        | AX Armani Exchange Milano |                          |                           |    |                       |                       |                       |  |   |                       |                       |                       |  |
|  | 5                        | Vanoli Cremona            | 62                       |                           |    |                       |                       |                       |  |   |                       |                       |                       |  |
|  | 5                        | Vanoli Cremona            | 62                       |                           |    |                       |                       |                       |  | 8 | Umana Reyer Venezia   | 73                    |                       |  |
|  |                          |                           |                          |                           |    |                       |                       |                       |  | 8 | Umana Reyer Venezia   | 73                    |                       |  |
|  |                          |                           | 6                        | Happy Casa Brindisi       | 67 |                       |                       |                       |  |   |                       |                       |                       |  |
|  | 2                        | Banco di Sardegna Sassari | 6                        | Happy Casa Brindisi       | 67 | 86                    |                       |                       |  |   |                       |                       |                       |  |
|  | 2                        | Banco di Sardegna Sassari |                          |                           |    |                       |                       |                       |  |   |                       |                       |                       |  |
|  | 7                        | Happy Casa Brindisi       | 91                       |                           |    |                       |                       |                       |  |   |                       |                       |                       |  |
|  | 7                        | Happy Casa Brindisi       | 91                       |                           | 7  | Happy Casa Brindisi   | 78                    |                       |  |   |                       |                       |                       |  |
|  |                          |                           |                          |                           | 7  | Happy Casa Brindisi   | 78                    |                       |  |   |                       |                       |                       |  |
|  |                          |                           | 6                        | Pompea Fortitudo Bologna  | 53 |                       |                       |                       |  |   |                       |                       |                       |  |
|  | 3                        | Germani Basket Brescia    | 6                        | Pompea Fortitudo Bologna  | 53 | 73                    |                       |                       |  |   |                       |                       |                       |  |
|  | 3                        | Germani Basket Brescia    |                          |                           |    |                       |                       |                       |  |   |                       |                       |                       |  |
|  | 6                        | Pompea Fortitudo Bologna  | 76                       |                           |    |                       |                       |                       |  |   |                       |                       |                       |  |
|  | 6                        | Pompea Fortitudo Bologna  | 76                       |                           |    |                       |                       |                       |  |   |                       |                       |                       |  |
|  |                          |                           |                          |                           |    |                       |                       |                       |  |   |                       |                       |                       |  |

## Cuartos de final

### AX Armani Exchange Milanovs.Vanoli Cremona
| 13 de febrero de 2020 | AX Armani Exchange Milano                           | 86–62                                 | Vanoli Cremona                           | |  |
| 18:00                 | Parciales: 28–12, 16–19, 16–20, 26–11               | Parciales: 28–12, 16–19, 16–20, 26–11 | Parciales: 28–12, 16–19, 16–20, 26–11    | |  |
|                       | Estadísticas Tarczewski 14 Tarczewski 9 Rodríguez 8 | Reporte Pts Reb Asts                  | Estadísticas Mathews 16 Happ 10 Diener 4 | Pabellón: Pesaro Árbitros: Michele Rossi, Massimiliano Filippini, Andrea Bongiorni Televisión: Eurosport, Rai Sport |  |

### Segafredo Virtus Bolognavs.Umana Reyer Venezia
| 13 de febrero de 2020 | Segafredo Virtus Bologna                            | 81–82                                               | Umana Reyer Venezia                                 | |  |
| 20:45                 | Parciales: 11-21, 21-16, 15-13, 21-18 (T.E.: 13-14) | Parciales: 11-21, 21-16, 15-13, 21-18 (T.E.: 13-14) | Parciales: 11-21, 21-16, 15-13, 21-18 (T.E.: 13-14) | |  |
|                       | Estadísticas Marković 18 Hunter 10 Teodosić 6       | Reporte Pts Reb Asts                                | Estadísticas Tonut 16 Vidmar 11 De Nicolao 3        | Pabellón: Pesaro Árbitros: Carmelo Paternico', Beniamino Manuel Attard, Fabrizio Paglialunga Televisión: Eurosport, Rai Sport |  |

### Banco di Sardegna Sassarivs.Happy Casa Brindisi
| 14 de febrero de 2020 | Banco di Sardegna Sassari               | 86–91                                 | Happy Casa Brindisi                        | |  |
| 18:00                 | Parciales: 22–26, 16–13, 23–25, 25–27   | Parciales: 22–26, 16–13, 23–25, 25–27 | Parciales: 22–26, 16–13, 23–25, 25–27      | |  |
|                       | Estadísticas Pierre 21 Pierre 9 Evans 5 | Reporte Pts Reb Asts                  | Estadísticas Banks 37 Banks 8 John Brown 4 | Pabellón: Pesaro Árbitros: Saverio Lanzarini, Alessandro Vicino, Mark Bartoli Televisión: Eurosport, Rai Sport |  |

### Germani Basket Bresciavs.Pompea Fortitudo Bologna
| 14 de febrero de 2020 | Germani Basket Brescia                            | 73–76                                 | Pompea Fortitudo Bologna                     | |  |
| 20:45                 | Parciales: 17–17, 17–16, 22–20, 17–23             | Parciales: 17–17, 17–16, 22–20, 17–23 | Parciales: 17–17, 17–16, 22–20, 17–23        | |  |
|                       | Estadísticas Lansdowne 15 Moss, Horton 7 Vitali 4 | Reporte Pts Reb Asts                  | Estadísticas Sims 17 Sims 8 tres jugadores 2 | Pabellón: Pesaro Árbitros: Roberto Begnis, Carmelo Lo Guzzo, Denny Borgioni Televisión: Eurosport, Rai Sport |  |

## Semifinales

### AX Armani Exchange Milanovs.Umana Reyer Venezia
| 15 de febrero de 2020 | AX Armani Exchange Milano                                 | 63–67                                | Umana Reyer Venezia                           | |  |
| 18:00                 | Parciales: 22–15, 9–14, 13–25, 19–13                      | Parciales: 22–15, 9–14, 13–25, 19–13 | Parciales: 22–15, 9–14, 13–25, 19–13          | |  |
|                       | Estadísticas Rodríguez 15 Scola, Tarczewski 9 Rodríguez 3 | Reporte Pts Reb Asts                 | Estadísticas Watt 16 Watt 10 tres jugadores 3 | Pabellón: Pesaro Árbitros: Tolga Sahin, Manuel Mazzoni, Guido Giovannetti Televisión: Eurosport, Rai Sport |  |

### Happy Casa Brindisivs.Pompea Fortitudo Bologna
| 15 de febrero de 2020 | Happy Casa Brindisi                      | 78–53                                 | Pompea Fortitudo Bologna                               | |  |
| 20:45                 | Parciales: 23–12, 22–12, 19–13, 14–16    | Parciales: 23–12, 22–12, 19–13, 14–16 | Parciales: 23–12, 22–12, 19–13, 14–16                  | |  |
|                       | Estadísticas Brown 18 Banks 7 Thompson 7 | Reporte Pts Reb Asts                  | Estadísticas Cinciarini, Sims 10 Daniel, Sims 9 Sims 2 | Pabellón: Pesaro Árbitros: Roberto Begnis, Beniamino Manuel Attard, Denny Borgioni Televisión: Eurosport, Rai Sport |  |

## Final

### Umana Reyer Veneziavs.Happy Casa Brindisi
| 16 de febrero de 2020 | Umana Reyer Venezia                  | 73–67                                                        | Happy Casa Brindisi                       | |  |
| 18:00                 | Parciales: 18–8, 16–22, 16–13, 23–24 | Parciales: 18–8, 16–22, 16–13, 23–24                         | Parciales: 18–8, 16–22, 16–13, 23–24      | |  |
|                       | Estadísticas Watt 17 Watt 10 Tonut 4 | [http://web.legabasket.it/game/ita_cup/x1920/7/ Pts Reb Asts | Estadísticas Banks 27 Brown 12 Thompson 4 | Pabellón: Pesaro Árbitros: Carmelo Paternico', Saverio Lanzarini, Manuel Mazzoni Televisión: Eurosport, Rai Sport |  |